# Trichopteryx obscura
Trichopteryx obscura là một loài bướm đêm trong họ Geometridae.